# ウクライナ海軍艦艇一覧
ウクライナ海軍艦艇一覧（ウクライナかいぐんかんていいちらん）は、ウクライナ人民共和国海軍、ウクライナ国海軍並びにウクライナ海軍が過去保有した、または現在保有する、または将来保有する予定の、未完成・計画中止を含めた歴代艦艇一覧である。
なお、ロシア帝国時代やソ連時代、および赤軍艦艇についてはソ連・ロシア海軍艦艇一覧を参照のこと。また、海軍の保有ではない海上警備艦艇についてはウクライナ海上警備隊艦艇一覧を参照のこと。
凡例

## 現有勢力（2011年現在）
- 国防予算：14億1,000万ドル（－16億2,000万ドル）
- 海軍人員：1万5,500名（＋2,500名）
- 艦船隻数：32隻（－1隻）

フリゲート×4
コルベット×2
ミサイル艇×2
哨戒艇×3
戦車揚陸艦×1
中型揚陸艦×1
ホバークラフト×1
掃海艇×5
測量艦×2
練習艦×3
支援艦×1
給水艦×1
消磁艦×1
指揮艦×1
設標艦×1
輸送艇×0（－2）
航洋曳船×3（＋1）
- 航空機数：43機（-27機）

陸上固定翼機×6（－15）
陸上ヘリコプター×37（－12）
- コースト・ガード：船艇30隻

## 艦艇一覧（近代海軍）

### 主力艦

#### 戦艦

##### 前弩級戦艦
- ヘオールヒイ・ポビドノーセツィ（ユーリイ・ポビドノーセツィとも）
- イェウスターフィイ
- イオアン・ズラトウースト
- ロストィスラーウ
- ドヴァナーッツャチ・アポーストリウ（ウクライナ時代は廃艦）
- トルィー・スヴャトィーテリ
- ボレーツィ・ザ・スヴォボードゥ
- チェスマー
- シノープ

##### 弩級戦艦
- インペラトリーツァ・マリーヤ級戦艦
  - インペラトリーツァ・マリーヤ
  - スヴォボードナ・ロシーヤ（ヴィーリナ・ウクライナとも）
  - ヴォーリャ
- デモクラーチヤ / ソボールナ・ウクライナ

### 水上戦闘艦

#### 巡洋艦

##### 防護巡洋艦
- ボガトィーリ級防護巡洋艦
  - ヘーチマン・イヴァン・マゼーパ
  - カフール（オチャーキウ）
- プルート ※旧オスマン帝国防護巡洋艦

##### 補助巡洋艦
- ダーキヤ ※旧ルーマニア客船
- インペラートル・トラヤーン ※旧ルーマニア客船
- レジェーレ・カーロリ1世 ※旧ルーマニア客船

##### 軽巡洋艦
- スヴェトラーナ級軽巡洋艦
  - ヘチマン・ボフダン・フメリニツキー
  - ヘーチマン・ペトロー・ドロシェーンコ
  - ヘーチマン・ペトロー・コナシェーヴィチ＝サハイダーチュヌィイ
  - タラース・シェウチェーンコ

##### 水上機巡洋艦・水上機輸送艦
- アルマーズ
- レスプブリカーネツィ
- アヴィアートル
- ルムーニヤ ※旧ルーマニア客船

##### ミサイル巡洋艦
- 1164「アトラーント」設計ミサイル巡洋艦
  - ウクライナ ※旧称ハルィチナー

##### 重航空巡洋艦
- 11435設計重航空巡洋艦
  - ヴァリャーフ
- 11437「オリョール」設計重航空巡洋艦
  - ウリヤーノウシク

#### フリゲート
- 159-A設計警備艦
  - U132 オタマーン・スィージル・ビールィイ
- 11351「ネレーイ」設計国境警備艦
  - U130 ヘーチマン・サハイダーチヌイ
  - U131 ヘーチマン・ヴィシュネヴェーツィクィイ
- 1135-M「ブレヴェースニク-M」設計警備艦
  - U132 セヴァストーポリ
- 1135「ブレヴェースニク」設計警備艦
  - U133 ムィコラーイウ
  - U134 ドニプロペトロウシク

#### コルベット
- 1124「アリバトロース」設計小型対潜艦
  - U209 スームィ
  - U210 ヘルソーン
- 1124-MU設計小型対潜艦
  - U200/U205 ルーツィク
  - U209 テルノーピリ
  - リヴィウ
  - ザポリージカ・シーチ
- 1124-P設計国境警備艦
  - U205 チェルニーヒウ
  - U206 ヴィーンヌィツャ
- 12412「ブルィスカーウカ-2」設計小型対潜艦
  - U207 ウージュホロド
  - U208 フメリニツキー
- 12411-T「ブルィスカーウカ」設計大型ミサイル艇
  - U155 プルィドニプローヴヤ ※旧称U155 ニーコポリ
  - U156 クレメンチューク
- 11451「ソーキル」設計小型対潜艦
  - U201 リヴィウ
  - U203 ルハーンシク
- 58250設計コルベット
  - ヴォロディームィル・ヴェルィークィイ

### 潜水艦

#### 通常動力型潜水艦
- 641設計大型潜水艦
  - U01 ザポリージャ

### 機雷戦艦艇

#### 掃海艦
- 266-M「アクヴァマリーン-M」設計海洋掃海艦
  - U310 チェルニーヒウ ※旧称ジョーウチ・ヴォードィ
  - U311 チェルカースィ

#### 掃海艇
- 1265号計画「ヤーホント」型基地掃海艇
  - U330 メリトーポリ
  - U331 マリウーポリ
- 1258-E設計泊地掃海艇
  - U360 ヘニチェーシク

### 両用戦艦艇

#### 揚陸艦

##### 大型揚陸艦
- 1171「タピール」設計大型揚陸艦
  - U400 リーウネ
- 775設計大型揚陸艦
  - U402 コスチャンティーン・オリシャーンシクィイ

##### 中型揚陸艦
- 773設計中型揚陸艦
  - U401 キロヴォフラード

##### 小型揚陸艦
- 12322「ズーブル」設計エアクッション小型揚陸艦
  - U420 ドネーツィク
  - U421 イヴァン・ボフーン
  - U422 クラマトールシク（旧MDK-57）
  - U423 ホールリウカ（旧MDK-93）
  - U424 アルテーミウシク（旧MDK-123）
  - MDK-??(工場番号第306号艦、未完成)

##### 揚陸艇
- 1176「アクーラ」設計揚陸艇
  - U430 スヴァートヴェ
  - U537 ヴィール

#### 輸送艦
- 1823設計補助輸送艦
  - U574 ジャンコーイ
- ティッサ級輸送艦 ※ハンガリー製
  - U753 クルィヴィーイ・リーフ
- 502-R設計冷凍輸送船
  - U??? ブズルーク
- 561設計海洋給水艦
  - U756 スダーク

### 哨戒艦艇

#### ミサイル艇
- 206-MR「ヴィーフリ」設計大型ミサイル艇
  - U150 コノトープ
  - U151ツュループィンシク
  - U152 ウーマニ
  - U153 プルィルークィ
  - U154 カホーウカ

#### 砲艇
- 1400-M「フルィーフ-M」設計砲熕艇
  - U170 スカドーウシク
- ギュルザ-M型砲艇

#### 哨戒艇
- 1415「クリーク」設計対遊撃艇
  - U240 フェオドーシヤ

### 補助艦艇

#### 海洋観測艦
- 861-M設計海洋観測艦
  - U511 シンフェローポリ
- 1824設計海洋観測艦
  - U512 ペレヤスラーウリ

#### 技術支援艦艇
- 2001設計ミサイル技術作業艦
  - U533 コロムィーヤ

#### 補給艦
- 1559-V設計大型補給艦
  - U??? ボルィース・チリキン
- ドゥブナ級補給艦 ※フィンランド製
  - U758 ケルチ
- 1844設計小型補給艦
  - U759 バーフマチ
  - U760 ファースチウ

#### 統制艦
- 12884設計指揮艦
  - U510 スラヴートィチ
- 304設計工作艦
  - U500 ドンバス ※旧U804 クラスノドーン
- 596-KU設計指揮艦
  - U704 イヴァーノ＝フランキーウシク
- 596-P設計指揮艦
  - U702 チェルニウツィー

#### 消磁艦
- 130設計消磁船
  - U811 バールタ

#### 測量船
- 18061設計物理分野測量船
  - U812 スィェーヴィェロドネーツィク

#### エネルギー船
- 440設計エネルギー船
  - ENS-5

#### 通信船
- SSV-10

#### 電纜敷設船
- 1112設計電纜敷設船
  - U851 ノヴィーイ・ブーフ
- KIL-1設計地下電纜敷設船
  - U852 ショーストカ

#### 曳船
- 745設計海洋曳船
  - U830 コーレツィ
- 733設計海洋曳船
  - U831 コーベリ

#### 試験船
- 106-K設計試験船
  - U862 コーロステニ
- 257-DM設計試験船
  - U860 カーミヤンカ
- 513-M設計試験船 ※旧254-K設計海洋掃海艦
  - U861 スヴィトロヴォーツィク
- 1236設計試験船
  - U863 アルツィーズ

#### 標的艦
- 1784設計標的艦
  - SM-15
- 436-B設計海上大標的
  - 第22海上大標的
  - 第26海上大標的
- 454設計海上大標的
  - 第46海上大標的

#### クレーン船
- D-9030設計海洋クレーン船
  - PK-112025

#### 砲艦
- ザポロージェツ級砲艦
  - ドネーツ
  - テーレツ
  - ザポロージェツィ